# 利斯納斯廷卡
49°28′46″N 37°37′50″E / 49.47944°N 37.63056°E
利斯納斯廷卡（烏克蘭語：Лісна Стінка）是位於烏克蘭東部的村莊，由哈爾科夫州庫皮揚斯克區的庫里利夫卡市鎮負責管轄。該村始建於1655年，面積0.62平方公里，海拔高度170米，2001年人口494，人口密度每平方公里796.8人。